# 神奈川県立豊田高等学校
神奈川県立豊田高等学校（かながわけんりつ とよだこうとうがっこう）は、かつて神奈川県横浜市栄区飯島町に存在した県立高等学校(中部学区)。

## 沿革
- 1980年4月1日 - 仮校舎（神奈川県立東金沢高等学校敷地）で開校、1期生180名入学。
- 1982年3月23日 - 現在地に新校舎完成、移転。
- 1983年-4期生450名入学、10クラス規模になるが、約半数が全県内2次募集による入学であった。また、約1割の生徒が隣学区の南部の特例入学であったため偏差値が若干上がっている。
- 1984年 - 5期生539名入学、12クラス規模の大規模校となる。
- 1986年-4期生約400名卒業、約1割が卒業できず。
- 1991年 - 12期生406名入学、生徒減少に伴いクラス減となる。
- 1995年 - 16期生240名入学、1学年6クラス規模校となる。
- 2001年 - 22期生117名入学。
- 2003年 - 廃校。神奈川県立汲沢高等学校と統合され、神奈川県立横浜桜陽高等学校が開校。

## 設置課程
- 全日制

## 最寄駅
- JR本郷台駅
- JR大船駅